# 朱國彥
朱國彥（16世紀—1629年），北直隸順天府通州三河縣人，明朝武官。

## 生平
朱國彥是守備、贈榮祿大夫朱崇道與贈妻夫人蘇氏之子，萬曆三十八年的（1610年）成武進士，獲授天壽山守備。萬曆四十五年（1617年），陞神機八營佐擊，次年（1618年）再陞為昌鎮左車營游擊，天啟年間歷任太原參將和協守山西老營堡副總兵。
崇禎二年（1629年）閏四月，朱國彥擔任鎮守永平等處兼備倭總兵官，駐守三屯營，不久清兵由大安口南下，趙率教率兵增援，他下令緊閉城門；到十一月清兵臨城，副將朱成同等人全家逃走，他憤而寫下逃脫者姓名在大道，拿出自己俸銀五百多兩及衣服器具給部下，穿好冠帶西向跪拜後與妻子張氏自縊而死，朝廷追封榮祿大夫、驃騎將軍、後軍都督府同知，張氏封夫人，清朝追諡節愍。

## 延伸阅读
[在维基数据编辑]
 《明史卷二百七十一》，出自《明史》

## 引用
1. 1 2  民國《三河縣志·卷十二·人物卷》：朱國彥，萬曆庚戌武進士，授薊鎮三屯營總兵，崇禎中值逆闖之變，副將朱來等夜遁，公怒甚，榜逃將於市，同夫人北拜自縊死。
2. ↑  《明神宗顯皇帝實錄·卷五百五十四》：（萬曆四十五年二月）辛酉陞……天壽山守備朱國彥為神機八營佐擊……
3. ↑  《明神宗顯皇帝實錄·卷五百七十三》：（萬曆四十六年八月甲子）陞神機營佐擊朱國彥為昌鎮左車營遊擊。
4. ↑  《明熹宗悊皇帝實錄·卷六十七》：（天啟六年正月癸丑）陞遊擊管神機二營參將事朱國彥為山西太原參將……
5. ↑  《明熹宗悊皇帝實錄·卷八十一》：（天啟七年二月庚戌）陞山西太原參將朱國彥為恊守山西老營堡副總兵。
6. ↑  史語所藏鈔本《崇禎長編·卷二十一》：（崇禎二年閏四月）丙子以朱國彥鎮守永平等處兼備倭總兵官。
7. ↑  民國《遷安縣志·卷十·職官篇下》：朱國彥，以崇禎二年四月為薊鎭中協總兵官，駐三屯營，十一月六日大清兵臨城，副將朱成同等挈家潛遁，國彥憤榜諸人姓名於通衢，以所積俸銀五百餘衣服器具盡給部卒，具冠帶西向稽首，偕妻張氏投繯死。 明史附趙率教傳
8. ↑  《明史·卷二百七十一·列傳第一百五十九》：明年（崇禎二年），大清兵由大安口南下。（趙）率教馳援，三晝夜抵三屯營。總兵朱國彥不令入，遂策馬而西。……國彥以崇禎二年四月為薊鎮中協總兵官，駐三屯營。十一月六日，大清兵臨城，副將朱來同等挈家潛遁。國彥憤，榜諸人性名於通衢。以所積俸銀五百余、衣服器具盡給部卒。具冠帶西向稽首，偕妻張氏投繯死。
9. ↑  民國《三河縣志·卷九·選舉卷》：封廕 明……朱崇道，任守備，以子國彥貴，誥贈榮祿大夫，封其妻蘇氏為夫人 朱國彥，崇道子，任薊鎮三屯營總兵，誥授榮祿大夫、驃騎將軍、後軍都督府同知，封其妻張氏為夫人
10. ↑  《欽定勝朝殉節諸臣錄·卷六·通諡節愍諸臣上》：鎮守永平薊鎮總兵官朱國彥，籍貫未詳，駐劄三屯營，崇禎二年大兵破城，偕妻張氏縊死 見明史及輯覽